# Ksamil
Ksamil là một xã trong quận Sarandë thuộc hạt Vlorë, Albania. Dân số năm 2005 là 1943 người.